# 山川哲史
山川 哲史（やまかわ てつし、1997年10月1日 - ）は、兵庫県尼崎市出身のプロサッカー選手。Jリーグ・ヴィッセル神戸所属。ポジションはディフェンダー（DF）。

## 略歴
中学・高校時代とヴィッセル神戸の育成組織に在籍。神戸U-18卒業前にはトップチーム昇格のオファーを受けたが、教員免許取得や能力に自信が無い事などを理由として筑波大学への進学を選択した。筑波大ではともに同ポジションで1学年上の小笠原佳祐、鈴木大誠とセンターバックのレギュラーを争い、大学3年次にレギュラーの座を掴んだ。4年次にはユニバーシアード日本代表に選出され、同チームの金メダル獲得に貢献した。2019年1月頃に神戸から再び加入オファーを受けると入団を決意、同年4月に翌2020年からの加入内定が発表された。
2020年シーズンは、10月4日に行われた大分トリニータ戦でJリーグデビュー。11月から再開されたAFCチャンピオンズリーグでは、本職のセンターバックではなくサイドバックとしてレギュラーを掴み、チームのベスト4進出に貢献した。
2021年シーズンも、前年でのサイドバックでの活躍もあり右サイドバックでレギュラーに定着していたものの、シーズン途中よりDF酒井高徳が右サイドバックに回ることが増えたため出場機会は限定的なものとなった。
2022年シーズンは、3月下旬に監督交代があり、4月以降のリーグ戦では再度レギュラーを奪取。5月29日に行われた第16節コンサドーレ札幌戦で、CKのこぼれ球からミドルシュートを放ち、プロ入り後初得点をあげた。シーズン途中に右サイドでのプレーを本職とするMF飯野七聖が加入したが、飯野が攻撃的ウイングとして起用されたこともあり、引き続きサイドバックのポジションを務めた。
2023年シーズンは最終ラインに怪我人が続出したこともあり、本職のセンターバックで起用されハイパフォーマンスを見せていたが、5月27日FC東京戦で負傷し長期離脱することとなった。
2024年シーズンより、北本久仁衛、トーマス・フェルマーレンらが背負った4を背負うことが発表された。同時にチームの副キャプテンに就任し、山口蛍不在時にはゲームキャプテンを務めた。
2025年シーズンよりクラブの第16代主将に就任。

## 所属クラブ
- 2004年 - 2009年 笹原SC
- 2010年 - 2012年 ヴィッセル神戸U-15
- 2013年 - 2015年 ヴィッセル神戸U-18
  - 2015年 ヴィッセル神戸（2種登録選手[9]）
- 2016年 - 2019年 筑波大学
  - 2019年 ヴィッセル神戸（特別指定選手）
- 2020年 -  ヴィッセル神戸

## 個人成績
| 国内大会個人成績 | 国内大会個人成績 | 国内大会個人成績 | 国内大会個人成績 | 国内大会個人成績 | 国内大会個人成績 | 国内大会個人成績 | 国内大会個人成績 | 国内大会個人成績 | 国内大会個人成績 | 国内大会個人成績 | 国内大会個人成績 |
| 年度             | クラブ           | 背番号           | リーグ           | リーグ戦         | リーグ戦         | リーグ杯         | リーグ杯         | オープン杯       | オープン杯       | 期間通算         | 期間通算         |
| 年度             | クラブ           | 背番号           | リーグ           | 出場             | 得点             | 出場             | 得点             | 出場             | 得点             | 出場             | 得点             |
| 日本             | 日本             | 日本             | 日本             | リーグ戦         | リーグ戦         | リーグ杯         | リーグ杯         | 天皇杯           | 天皇杯           | 期間通算         | 期間通算         |
| ---------------- | ---------------- | ---------------- | ---------------- | ---------------- | ---------------- | ---------------- | ---------------- | ---------------- | ---------------- | ---------------- | ---------------- |
| 2016             | 筑波大           | 24               | -                | -                | -                | -                | -                | 1                | 0                | 1                | 0                |
| 2017             | 筑波大           | 4                | -                | -                | -                | -                | -                | 3                | 0                | 3                | 0                |
| 2020             | 神戸             | 23               | J1               | 5                | 0                | 0                | 0                | -                | -                | 5                | 0                |
| 2021             | 神戸             | 23               | J1               | 29               | 0                | 1                | 0                | 2                | 0                | 32               | 0                |
| 2022             | 神戸             | 23               | J1               | 28               | 1                | 1                | 0                | 2                | 0                | 31               | 1                |
| 2023             | 神戸             | 23               | J1               | 26               | 0                | 3                | 0                | 1                | 0                | 30               | 0                |
| 2024             | 神戸             | 4                | J1               | 37               | 3                | 1                | 0                | 3                | 0                | 41               | 3                |
| 通算             | 日本             | 日本             | J1               | 125              | 4                | 6                | 0                | 8                | 0                | 139              | 4                |
| 通算             | 日本             | 日本             | 他               | -                | -                | -                | -                | 4                | 0                | 4                | 0                |
| 総通算           | 総通算           | 総通算           | 総通算           | 125              | 4                | 6                | 0                | 12               | 0                | 143              | 4                |

| 国際大会個人成績 | 国際大会個人成績 | 国際大会個人成績 | 国際大会個人成績 | 国際大会個人成績 |
| 年度             | クラブ           | 背番号           | 出場             | 得点             |
| AFC              | AFC              | AFC              | ACL              | ACL              |
| ---------------- | ---------------- | ---------------- | ---------------- | ---------------- |
| 2020             | 神戸             | 23               | 5                | 0                |
| 2022             | 神戸             | 23               | 3                | 0                |
| 2024-25          | 神戸             | 4                | 6                | 0                |
| 通算             | AFC              | AFC              | 14               | 0                |

その他の国際公式戦
- 2022年
  - AFCチャンピオンズリーグ2022・プレーオフ 1試合0得点
- 2015年 2種登録選手としての公式戦出場なし
- 2019年 特別指定選手としての公式戦出場なし

## タイトル

### チーム
筑波大学
- 全日本大学サッカー選手権大会（2016年）
- 関東大学サッカーリーグ戦1部（2017年）

### クラブ
ヴィッセル神戸
- J1リーグ：2回（2023年、2024年）
- 天皇杯 JFA 全日本サッカー選手権大会：1回（2024年）
- FUJI XEROX SUPER CUP：1回（2020年）

### 代表・選抜
全日本大学選抜
- デンソーカップサッカー（2019年）

ユニバーシアード日本代表
- ナポリ大会（2019年）

### 個人
- デンソーカップサッカー：ベストイレブン（2019年）

## 代表・選抜歴
- U-17日本代表
  - バツラフ・イェジェク国際ユーストーナメント（2014年）
- U-19全日本大学選抜
  - アジア大学サッカーチャンピオンシップ（2016年）
- U-20全日本大学選抜
  - KBZ BANK CUP（2017年）
- 全日本大学選抜
  - デンソーカップサッカー（2019年）
  - アメリカ遠征（2019年）
  - 第16回大学日韓定期戦（2019年）
- ユニバーシアードサッカー日本代表
  - ユニバーシアードサッカー競技（2019年）